# كريس رامسي
كريس رامسي (بالإنجليزية: Chris Ramsey)‏ (28 أبريل 1962 ببرمنغهام في المملكة المتحدة - ) هو مدرب كرة قدم ولاعب كرة قدم بريطاني في مركز الدفاع. لعب مع برايتون أند هوف ألبيون وسويندون تاون ونادي بريستول سيتي وناكسار ليونز ‏ ونادي ساوثيند يونايتد وCocoa Expos ‏.

## روابط خارجية
- كريس رامسي على موقع قاعدة بيانات كرة القدم.إي يو (الإنجليزية)
- كريس رامسي على موقع Soccerbase.com (مدرب) (الإنجليزية)